# شجرة التوت
شجرة التوت هي شجرة كبيرة كثيفة الأغصان والأوراق ويوجد في التوت ثلاثة أصناف التوت الأسود والتوت الأحمر والتوت الأبيض الذي تتغذى عليه دودة القز لإنتاج الحرير.

## الانتشار
تنتشر شجرة التوت في أوروبا وفي موطنها الأصلي الصين ويزرع في البلدان العربية بأعداد تترواح ما بين متوسطة وقليلة، ومن البلدان العربية التي يزرع فيها التوت لبنان وسوريا والأردن والعراق وفلسطين ومصر، وبعدد أقل في المملكة العربية السعودية ، و المملكة المغربية.

## طريقة الزراعة
تتم بالعقل وتثمر الشجرة خلال 3 أعوام من الزراعة، أما إذا كانت الزراعة بالبذور وهي غير شائعة فيتطلب الأمر 6 أعوام أو أكثر فلذلك يزرع بالعقل، يتم سقاية التوت في الصيف مرة في الشهر، كما يتم تسميد الشجر بالسماد البلدي المخمر، ودرجة الحرارة المناسبة للتوت هي ما بين 29 و 35 ويتحمل الحرارة إلى درجة 44 اما التربة المناسبة هي التربة الصفراء الخفيفة.

## الاستخدامات
لها استخدامات كثيرة فقد استخدم الصينيون القدماء ورقه وجعلوها عملة نقدية، ويستخدم كذلك في تربية دودة القز ويتطلب مهارة ودقة من القائمين على تربية دودة القز. والجزء المستخدم من شجرة التوت الثمار الطرية الطازجة ذات الطعم الحلو والأزهار والأوراق الطازجة.

## المكونات الكيميائية لثمار التوت وأوراقه
تحتوي الثمار على أحماض التمار (Fruit acids) وأهمها حمض الماليك وحمض الليمون، وتحتوي أيضاً على سكروز وعلى بكتين وحمض الأسكوربيك وفلافونيدات وأهمها المركب روتين، كما تحتوي الثمار على بروتين ومواد دهنية وكالسيوم وحديد ونحاس وكوبلت وكبريت وبوتاسيوم وفوسفور ومنغنيز وكلور وفيتامينات أ، ج وحمض كهرماني ومواد عفصية. أما الأوراق فتحتوي على فلافونيدات من أهم مركباته الروتين ولكن بنسبة أعلى مما هو في الثمار.طعمها حلو.